# Dysdera sibyllina
Dysdera sibyllina là một loài nhện trong họ Dysderidae.
Loài này thuộc chi Dysdera. Dysdera sibyllina được miêu tả năm 2007 bởi Arnedo.